# Ataque aéreo en Dahyan
El ataque aéreo en Dahyan fue un bombardeo a un autobús escolar civil ocurrido el 9 de agosto de 2018. Ocurrió cuando un avión expedicionario de Arabia Saudita atacó el vehículo mientras este atravesaba un mercado abarrotado en Dahyan, gobernación de Sa'dah, Yemen, cerca de la frontera con Arabia Saudita. Al menos 29 niños fueron asesinados, todos menores de 15 años y la mayoría de ellos eran menores de 10 años. Hasta 51 personas pudieron haber muerto en el ataque.

## Reacciones

### Arabia Saudí
La agencia de prensa oficial de Arabia Saudita calificó el ataque como una "acción militar legítima" que tuvo como objetivo a los insurgentes hutíes presuntos responsables de un ataque con misiles rebeldes en la ciudad saudí de Jizan el miércoles. "Los ataques aéreos se ajustaron a las leyes internacionales y humanitarias", dijo el comunicado. La agencia también afirmó que insurgentes usaban niños como escudos humanos. El periodista yemení Nasser Arrabyee informó que no había hutíes cerca del ataque y un portavoz de los milicianos dijo que la coalición mostró "una clara indiferencia por la vida civil" ya que el ataque se había dirigido a un lugar público abarrotado en la ciudad.

### Internacional
El secretario general de las Naciones Unidas, António Guterres, condenó el ataque y pidió una investigación independiente y rápida. UNICEF condenó enérgicamente el ataque y dijo: "Estamos horrorizados por el supuesto ataque a un autobús escolar en Yemen. Muchos niños inocentes mutilados y asesinados, algunos con mochilas de UNICEF". y "Los niños nunca deberían ser un blanco", la directora de UNICEF, Henrietta H. Fore, también declaró en Twitter: "Los ataques contra los niños son absolutamente inaceptables. Estoy horrorizado por el ataque aéreo contra inocentes, algunos con mochilas de UNICEF. Ya es suficiente". El Departamento de Estado de los Estados Unidos afirmó que ese país "está ciertamente preocupado por los informes de que hubo un ataque que causó la muerte de civiles" y pidió a Arabia Saudita que realice una investigación sobre el ataque.